# Privat-Brauerei Heinrich Reissdorf
La Privat-Brauerei Heinrich Reissdorf est une brasserie à Cologne, dans le Land de Rhénanie-du-Nord-Westphalie (Allemagne).

## Histoire
Le 4 septembre 1894, le tailleur d'uniforme Heinrich Reissdorf devient brasseur à 50 ans sur le conseil de ses fils et fonde la brasserie Obergärig Heinrich Reissdorf, qui produit de la bière de fermentation haute. Après le décès du fondateur en 1901, son épouse Gertrud reprend seule la direction, qu'elle transmet à ses fils en 1908. Avant la Première Guerre mondiale, la production annuelle est de 15 000 hectolitres. Après la guerre, la brasserie doit abandonner les chaudières à vapeur pour fonctionner à l'électricité car, en raison de l'occupation de la Ruhr par la France, il n'y a pratiquement plus de houille disponible comme source d'énergie. Le terme Obergärig dans le nom de l'entreprise est supprimé en 1923 lorsque la gamme de produits est élargie pour inclure la pils, la märzen et l'export. En 1936, Reissdorf est la première brasserie à introduire la mise en bouteille de Kölsch.
Pendant la Seconde Guerre mondiale, lors du bombardement du 2 mars 1945, 90% de la brasserie est détruite, mais le 15 juillet 1945, une bière pression contenant 6 % de moût original peut être brassée à Reissdorf. Dans la zone occupée par les Britanniques, la production de bière entière n'est pas autorisée dans les années d’après-guerre. À partir du 12 août 1949, de la bière entière avec un moût initial de 12% est à nouveau produite sous les noms de pils, export et kölsch.
Grâce à la campagne de marketing ciblée « Echt Kölsch » menée par les brasseurs de Cologne au début du Wirtschaftswunder, la Kölsch devient la bière la plus populaire de la grande région de Cologne, c'est pourquoi Reissdorf se concentre sur la production de Kölsch. Certains brasseurs de Cologne attendent d'abord le succès de la Kölsch puis font produire leur Kölsch près de Reissdorf. En mars 1986, Reissdorf signe la Convention de la Kölsch avec les 23 autres entreprises regroupées au sein de l'Association des brasseries de Cologne et est donc toujours autorisée à produire de la Kölsch.
L'ancienne brasserie du Severinsviertel ne pouvant plus être agrandie, la production et la mise en bouteille sont progressivement transférées à Rodenkirchen de 1998 à 2002. L'ancienne usine de production, un bâtiment de quatre étages avec plusieurs sous-sols, est entièrement démolie. La brasserie qui se trouvait à l'époque au coin de la Severinstraße et d'An St. Magdalenen n'existe plus aujourd'hui. Une nouvelle brasserie est construite sur l'ancien site du Severinsviertel, Severinstraße 51 et ouvre ses portes le 2 juin 2009 sous le nom de Zum alten Brauhaus.

## Production
Les conditions géographiques du nouveau site nécessitent des caractéristiques techniques particulières. En raison de la proximité du site industriel de Wesseling, les eaux souterraines du premier niveau ne sont pas qualitativement adaptées au brassage de la bière, c'est pourquoi un puits de 80 mètres de profondeur est foré jusqu'au deuxième niveau de la nappe phréatique. Grâce à un traitement approfondi sans additifs chimiques, l'eau atteint la qualité de l'eau potable. Étant donné que le quartier de Rodenkirchen n'est pas relié à la station d'épuration de Cologne-Stammheim, les eaux usées sont évacuées vers la plus petite station d'épuration de Wesseling, qui connaît des problèmes de capacité. C'est pourquoi la brasserie n'est autorisée à rejeter qu'une quantité limitée d'eaux usées par heure.
Pour produire 1 hectolitre de bière, il faut normalement environ 7 hectolitres d’eau. À Reissdorf, l'eau de traitement est introduite dans un circuit et utilisée plusieurs fois, ce qui permet de réduire considérablement la quantité d'eaux usées. Les drêches issues du processus de brassage sont vendues aux entreprises agricoles.
En plus du la Kölsch (4,8% vol. et 11,8° de moût original), la brasserie produit depuis janvier 2010 de la bière sans alcool (moins de 0,5% vol.). Le processus de brassage de ce produit étant arrêté avant la fermentation, cette boisson ne peut pas être appelée Kölsch selon la convention de la Kölsch. La Reissdorf-Kölsch est conditionné en bouteilles à col long de 0,33 l et 0,5 l. Jusqu'à 100 000 bouteilles peuvent être remplies par heure pendant la mise en bouteille. Depuis 1992, Reissdorf n'utilise que des fûts de 5, 10, 20, 30 et 50 l pour la bière pression.